# David Pittard

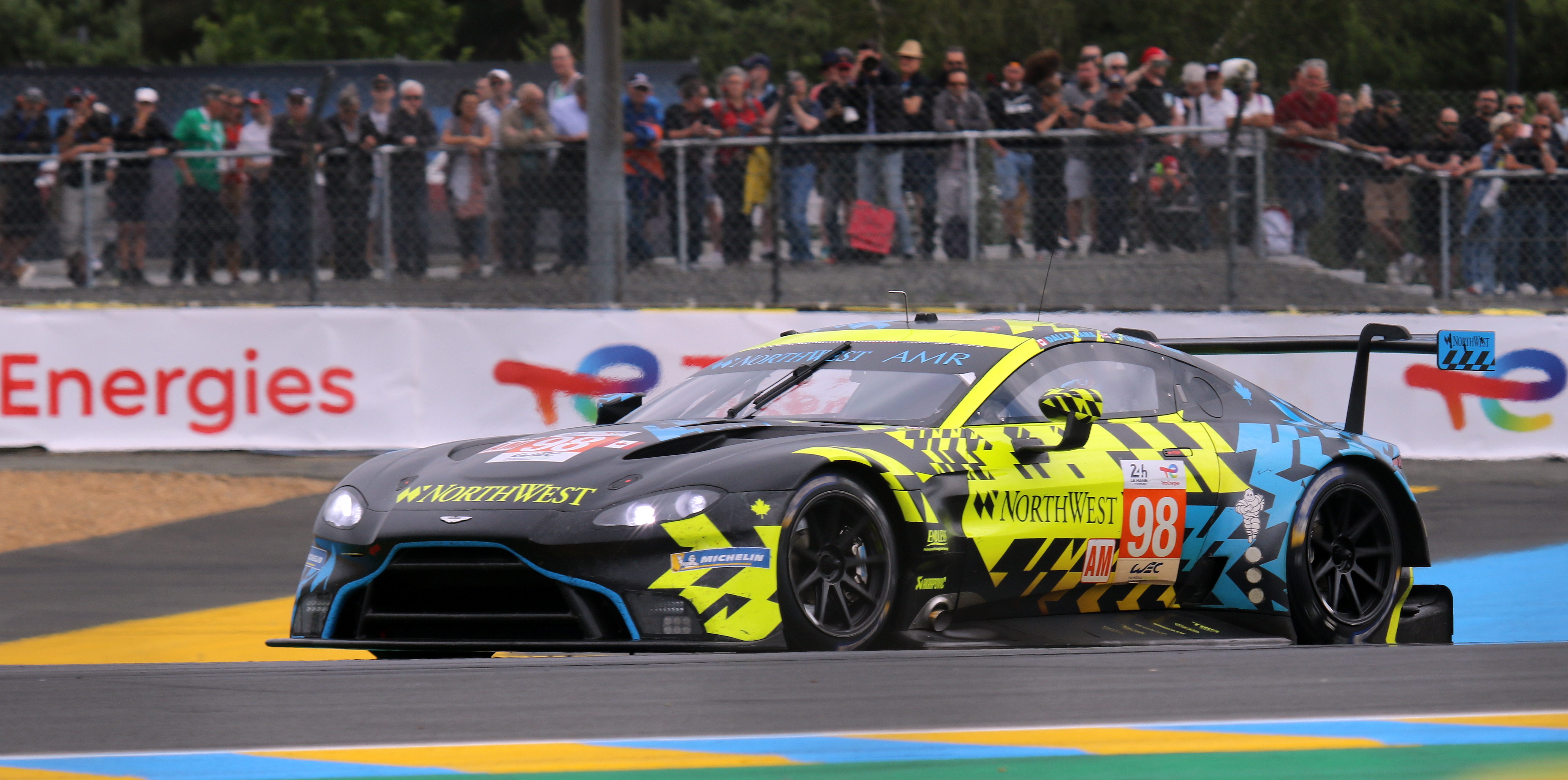
Der von David Pittard gefahrene Aston Martin Vantage AMR während des 24-Stunden-Rennens von Le Mans

David Pittard (* 29. Januar 1992 in Letchworth Garden City) ist ein britischer Autorennfahrer.

## Karriere als Rennfahrer
Erst im Alter von 15 Jahren, und damit sehr spät für einen Rennfahrer seiner Generation, begann 2007 die Karriere von David Pittard im Kartsport. 2013 erfolgte der Umstieg in den GT-Sport. Er startete drei Jahre im Ginetta G4 Supercup, den er 2014 hinter Charlie Robertson an der zweiten Stelle der Jahreswertung beendete. Bis Ende der 2010er-Jahre ging er in unterschiedlichen GT-Rennserien an Start, mit Erfolgen in der britischen GT-Meisterschaft, die er 2017 als Dritter beendete, und einem Gesamt-Klassensieg bei der VLN Langstreckenmeisterschaft Nürburgring 2020. 
Zu Beginn der Rennsaison 2022 gab es Unklarheiten zwischen Pittard und Aston Martin. Eine Erklärung von Pittard, er wäre nun Werksfahrer beim britischen Sportwagenbauer, relativierte Aston-Martin-Geschäftsführer John Gaw. Paul Dalla Lana hätte Pittard für seine Einsätze bei internationalen Sportwagenrennen verpflichtet, er sei daher Angestellter von Dalla Lana.

## Statistik

### Le-Mans-Ergebnisse
| Jahr | Team          | Fahrzeug                 | Teamkollege | Teamkollege     | Platzierung | Ausfallgrund |
| ---- | ------------- | ------------------------ | ----------- | --------------- | ----------- | ------------ |
| 2022 | Northwest AMR | Aston Martin Vantage AMR | Nicki Thiim | Paul Dalla Lana | Rang 36     |              |

### Sebring-Ergebnisse
| Jahr | Team                 | Fahrzeug                     | Teamkollege | Teamkollege  | Platzierung | Ausfallgrund |
| ---- | -------------------- | ---------------------------- | ----------- | ------------ | ----------- | ------------ |
| 2023 | Heart of Racing Team | Aston Martin Vantage AMR GT3 | Ross Gunn   | Alex Riberas | Rang 34     |              |

### Einzelergebnisse in der FIA-Langstrecken-Weltmeisterschaft
| Saison | Team                | Rennwagen                | 1   | 2   | 3   | 4   | 5   | 6   |
| ------ | ------------------- | ------------------------ | --- | --- | --- | --- | --- | --- |
| 2022   | Aston Martin Racing | Aston Martin Vantage AMR | SEB | SPA | LEM | MON | FUJ | BAH |
| 2022   | Aston Martin Racing | Aston Martin Vantage AMR | 21  | 23  | 36  | 29  | 27  | 27  |